# IMAS
IMAS Marketing și Sondaje este prima firmă de cercetare de piață din România cu capital privat integral românesc.
Înființată în 1992 de un grup restrâns de sociologi, experți în computere și operatori de interviu, IMAS s-a impus în timp pe piața sondajelor de opinie și a studiilor de piață din România.
În 1997 firma s-a reorganizat, triplându-și numărul de angajați.
În 2001 IMAS a deschis IMAS-Inc în Chișinău, Republica Moldova.
Compania este controlată de Alin Teodorescu